# Týn nad Vltavou
Týn nad Vltavou là một thị trấn thuộc huyện České Budějovice, vùng Jihočeský, Cộng hòa Séc.